# Кудрик, Олег Теодозиевич
Оле́г Теодо́зиевич Ку́дрик (укр. Олег Теодозійович Кудрик; род. 17 октября 1996, Львов) — украинский футболист, вратарь житомирского «Полесья».

## Биография
Начал заниматься футболом в ФК «Львов». Первый тренер — Роман Марич. В январе 2012 попал в академию донецкого «Шахтёра». Сначала выступал в первенстве юношеских команд, где становился бронзовым и серебряным призёром. В сезоне 2014/15 годов выступал за команду «Шахтёра» в чемпионате молодёжных команд. В 2016 году попал в состав основной команды.
Дебютировал в основной команде «Шахтёра» 31 мая 2017 года в матче заключительного тура чемпионата Украины, выездной игре против «Александрии». Олег Кудрик вышел в стартовом составе и провёл на поле весь матч. На 23-й минуте пропустил гол от Сергея Старенького. Игра закончилась вничью 1:1.
В августе 2020 года перешёл на правах аренды в «Мариуполь». 7 октября 2020 года заключил контракт с «Мариуполем» на 3 года (до лета 2023 года).

## Достижения
«Шахтёр» (Донецк)
- Чемпион Украины (3): 2016/17, 2017/18, 2018/19
- Обладатель Кубка Украины (3): 2016/17, 2017/18, 2018/19
- Обладатель Суперкубка Украины: 2017

«Полесье» (Житомир)
- Победитель Первой лиги Украины: 2022/23